# Anomala insitiva
Anomala insitiva är en skalbaggsart som beskrevs av Robinson 1938. Anomala insitiva ingår i släktet Anomala och familjen Rutelidae. Inga underarter finns listade i Catalogue of Life.